# ملك ديديدي
ملك ديديدي (بالإنجليزية: King Dedede‎؛ باليابانية: デデデ大王‎، ‏ديديدي دايُ) هو شخصية خيالية والخصم الأساسي في سلسلة كيربي من نينتندو التي أنشأتها ماساهيرو ساكوراي والتي طورتها هال لابوراتوري. ظهرت لأول مرة في عام 1992 في لعبة كيربيز دريم لاند وهو الشرير الرئيسي. وعاد إلى جميع الألعاب الأخرى من المسلسل باستثناء كيربي أند ذي أميزينغ ميررور (2004) وكيربي أند ذا رينبو كرس (2015)، كما ظهرت في العديد من الكتب المصورة كيربي، في سلسلة أنمي كيربي: رايت باك أت يا! وفي سلسلة سوبر سماش برذرز (تحديدا سوبر سماش برذرز براول والأجزاء التي تليها).
ملك ديديدي هو العدو اللدود وحليف كيربي، ويوصف بأنه «العدو اللدود».على الرغم من أن ديديدي غالبًا ما يقاتل ضد كيربي ويلعب دور الشرير، إلا أن شخصيته الأخلاقية قد نوقشت من قبل منتقدي ألعاب الفيديو؛ كان مدفوعًا بالجشع والأنانية أكثر من الخبث الصريح، ويعمل عن طيب خاطر مع كيربي لمحاربة التهديدات الأكبر معًا (كما هو الحال في كيربي 64: ذا كريستال شاردز)، ويمكن رؤيتها بسهولة وراحة في بعض الأحيان (كما هو الحال في الألعاب الصغيرة حيث يتم عرض ديديدي كشخصية قابلة للعب). علاوة على ذلك، في بعض أدواره العدائية، يتم التحكم فيه ضد إرادته (كما هو الحال في كيربيز دريم لاند 2 وكيربيز دريم لاند 3) أو كشف أن لديه دوافع بطولية غير متوقعة، مثل كسر طريق النجوم من أجل الحفاظ على الناس في دريم لاند محميين.

## الصفات
الملك ديديدي هو طائر أزرق مستدير يرتدي معطفًا ملكيًا أحمر مع تقليم من الفرو الأبيض وشعاره الشخصي، نسخة منمقة من يده تضرب علامة النصر، منقوشة على الظهر. كما أنه يرتدي قفازات صفراء تشبه القفاز، وتوك أحمر مع بوم من الفرو الأبيض وحافة تشبه التاج الذهبي، وشاح منقوش متعرج باللونين الأحمر والأصفر، وقميص داخلي بلا أكمام بلون برتقالي. مطرقة ديديدي الخشبية العملاقة هي سلاحه المميز، والذي تم تصويره في بعض الألعاب على أنه يحتوي على ميزات خاصة مدمجة فيه، مثل محرك نفاث قوي، ومحامل دقيقة، وفي كيربي: تربل ديلوكس، مدفع ليزر قابل للشحن يستخدم لإطلاق النار على أهداف من بعيد.
مثل كيربي، يمكن للملك ديديدي أن يستنشق الأشياء ويبصقها بقوة هائلة، ويمكنه أن يتنفس كميات هائلة من الهواء دفعة واحدة للتحليق أو الطيران. على عكس كيربي، على الرغم من ذلك، فهو غير قادر على التقاط القدرات من الأعداء المستنشقين. يختلف عداء ديديدي ودوره بين الألعاب، بدءًا من الأنانية إلى المنافسة الودية إلى العمل الجماعي. ومع ذلك، في الأنمي، قام الملك ديديدي بمحاولات متعددة لترويع سكان بلدته. على سبيل المثال، في الحلقة الأولى، قام بشراء وحش حبار يقتل العديد من أغنام العمدة لين بلوسترجاس لكنه ينفي ذلك بعد ذلك.

## ظهور

### فيكيربيسلسلة لعبة فيديو
وقدم الملك ديديد لسلسلة كما الخصم الرئيسي للعبة كيربي دريم لاند (1992)، الذي يسرق الإمدادات الغذائية دريم لاند، مما دفع كيربي للسفر إلى القلعة ومواجهته. في مغامرة كيربي (1993)، انه يكسر ستار رود، مصدر كل الأحلام، إلى عدة قطع، مما يمنع سكان دريم لاند من الأحلام، للحفاظ على كابوس مختومة في نافورة الأحلام. ومع ذلك، كيربي يهزم ديديد، الذي هو فقط مدرب قبل الأخير، لأن كيربي لم يكن يعرف نواياه، وحتى انه يطلق كابوس. في كيربي دريم لاند 2 (1995)، يظهر ديديد كمدرب قبل الأخير، ويحارب في حين يجري من قبل كيان يشبه الروح المعروفة باسم الظلام المسألة، مدرب النهائي الحقيقي للعبة. في كيربي سوبر ستار (1996)، ديديد يظهر في «نسيم الربيع»، «الذواقة سباق»، و «ساموراي كيربي» مينيغامس، وكذلك في «الساحة» مينيغام حيث يقاتل جنبا إلى جنب مع بقية زعماء اللعبة. يمتلك ديديد من قبل الظلام مرة أخرى في كيربي دريم لاند 3 (1997) لمحاربة كيربي كما مدرب قبل الأخيرة اللعبة.
ديديد يلعب دور بطل الرواية في كيربي 64: كريستال شاردز (2000)، مما يساعد كيربي في بعض المناطق بعد كيربي مرة أخرى يحفظه من حيازة من قبل دارك ماتر.